# Henley (motorfietsmerk)
Henley en New Henley zijn Britse historische merken van motorfietsen.
De bedrijfsnaam was: Henley Engineering Co., Birmingham, later Oldham.

## Henley
Henley begon in 1922 met de productie van goede motorfietsen waarvoor men inbouwmotoren van andere merken inkocht. Zo leverde men aanvankelijk machines met 269cc-Villiers-tweetaktmotoren en 499cc-Blackburne-zijklepmotoren. Later werden ook 248-, 293- en 346cc-motoren van JAP en Blackburne toegepast.

## New Henley
Na een reorganisatie in 1927 veranderde de merknaam in New Henley. Kort daarop kochten twee ex-coureurs, A. Greenwood en J. Crump, het bedrijf en verplaatsten de productie naar Oldham. Hier werd een 700cc-tweecilinder gebouwd tot de productie in 1932 werd beëindigd.